# Marketing de combat
Le marketing de combat est un conception selon laquelle le marketing est, fondamentalement, un combat pour des Parts de marché. Les parts de marché : un combat mondial pour des parts de segment de marchés mondiaux.
Un néo-mercantiliste éclairée de guerre économique. Sa finalité dépasse les parts de marché. Pour en faire un bon combat, il se conçoit comme une lutte pour des parts d'emploi sur le marché mondial du travail.
L'expression « marketing de combat » recouvre trois conceptions très différentes :
- Le Marketing Warfare de Jack Trout, Al Ries et Philip Kotler qui distingue 4 types de stratégie de combat en fonction de la position concurrentielle.
- Le Marketing de combat : marketing-management appliquant à la guerre commerciale mondiale les théories stratégiques et géo-stratégiques et les méthodes militaires d'état-major, et dont le jeu des alliances partielles — la coopétition — et la vitesse d'innovation sont deux des composantes capitales.
- Le Marketing de combat : un corps de doctrine propriétaire commercialisé sous une marque déposée.

## Historique
L'expression marketing de combat est une traduction de l'expression américaine Marketing Warfare, créée par deux publicitaires new yorkais Jack Trout et Al Ries pour promouvoir des séminaires de stratégie marketing. Expression reprise et popularisée par Philip Kotler dans un article du Journal of Business Strategy (1981).
Elle apparaît en France en 1979 dans un article de Stratégies: « La Pub, Génie du marketing », puis comme titre d'un article de Direction et Gestion en juin 1980, enfin, en novembre de la même année comme titre d'un forum international organisé à Paris dans le cadre de l'Institut de Contrôle de Gestion.
Expression générique — celle d'une analogie parmi d'autres — elle coiffe ensuite un ensemble de concepts, méthodes et technologies qui se veut « un progrès dans l'intelligence marketing par rapport à la vision kotlerienne ». Elle est déposée comme marque, par un cabinet de consultants en 1983.
En 1988, Christian Dussart (professeur de marketing à HEC-Montréal), propose — faute de pouvoir employer « marketing de combat », marque déposée — d'employer « marketing guerrier » comme traduction de « Marketing Warfare ».
Cette traduction est adoptée pour l'édition française du livre de Ries et Trout. Elle est impropre (le Marketing Warfare élabore des stratégies de combat et non des stratégies guerrières), mais entretiendra la confusion.

## Le Marketing Warfare et le marketing guerrier
Marketing Warfare de Trout & Ries (qui n'a paru qu'en 1986) est traduit sous le titre Le Marketing Guerrier, McGraw-Hill, 1988.
On trouve une présentation très complète du Marketing Warfare de Philip Kotler dans la version anglaise de Wikipedia Marketing warfare strategies. Il est repris dans les éditions successives de Marketing Management, Publi-Union puis Pearsons Education.
Les deux idées clés sont que, si guerre commerciale il y a, le champ de bataille est l'esprit du consommateur et que, suivant leurs rapports de force, les concurrents doivent adopter des stratégies commerciales et publicitaires différentes.

### Champ de bataille et positionnement
Pour Trout & Ries, le champ de bataille est l'esprit du consommateur. L'enjeu est un positionnement compétitif.

### Les quatre types de stratégies de combat
Trout & Ries et Kotler distinguent quatre rapports de force ou de taille :
- Leader (The Coca-Cola Company ; Airbus ; etc.)
- Challenger (PepsiCo  ; Boeing ; etc.)
- Suiveur (Red Bull ; Bombardier Aéronautique, Embraer, etc.)
- Spécialiste (Virgin Cola ; AgustaWestland, ATR (Avions de Transport Régional) ; etc.)

qui conduisent à devoir adopter quatre grands types de stratégies :
- Stratégies défensives
- Stratégies offensives (dont l'attaque frontale)
- Attaque de flanc
- Niche ou guérilla (les cola alternatifs ou altercolas ; l'Agusta Westland AW 609, un tiltrotor)